# Mosillus nigroaenea
Mosillus nigroaenea är en tvåvingeart som först beskrevs av Walker 1853.  Mosillus nigroaenea ingår i släktet Mosillus och familjen vattenflugor. Inga underarter finns listade i Catalogue of Life.